# Osterlammele
Pour les articles homonymes, voir Lamala.

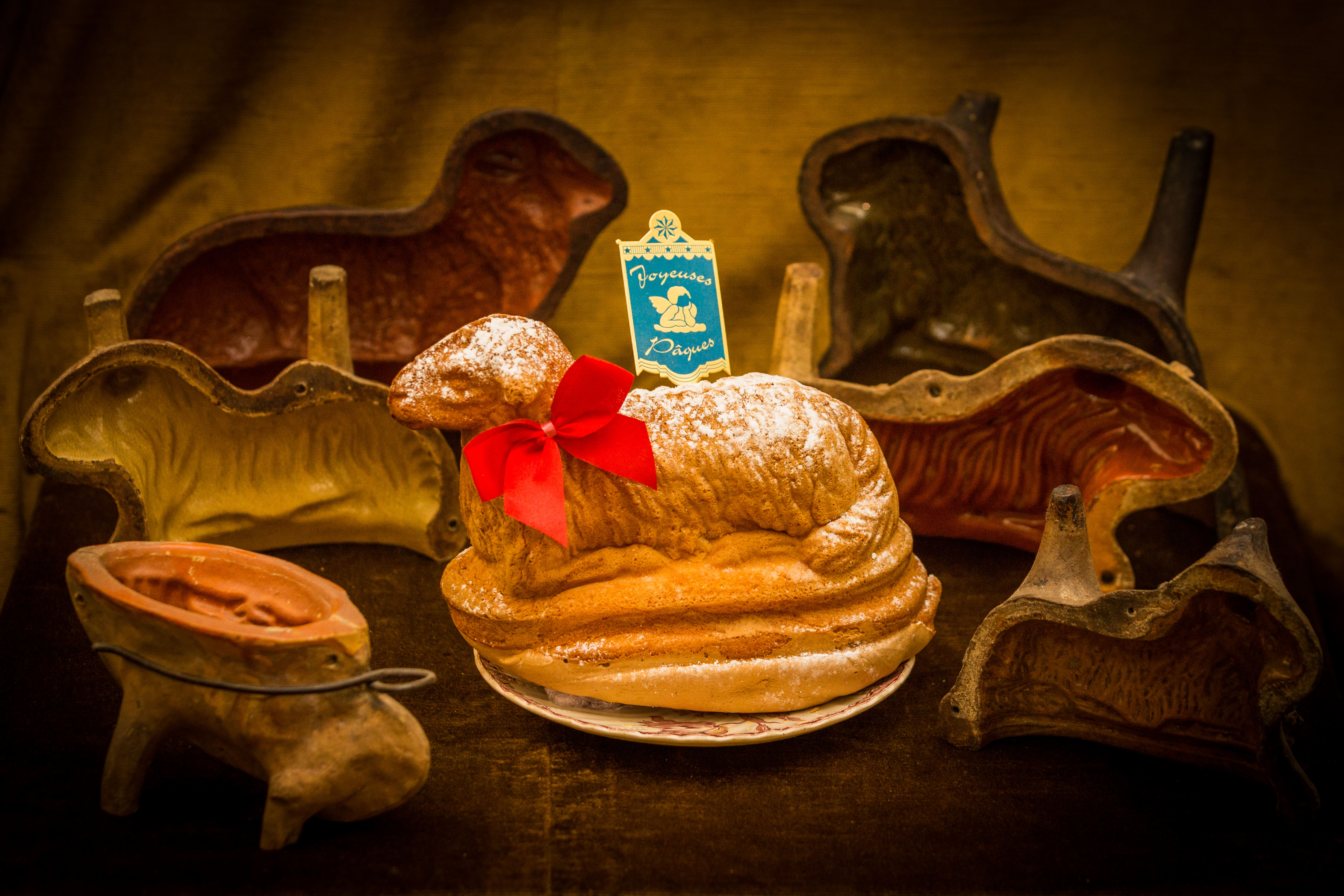
Moules en terre cuite vernissée de Soufflenheim et Osterlammele.

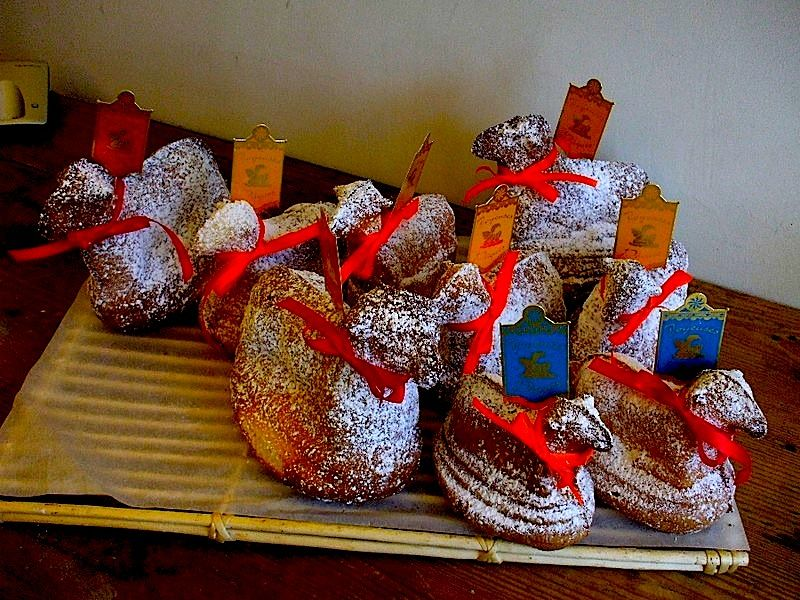
En Alsace, les vitrines des boulangers se remplissent d'Osterlammele à l’approche de Pâques.

Osterlammele, Oschterlammele, Lamele ou Lammele, prononcé « lamala » dans le Haut-Rhin, mot alsacien signifiant « petit agneau de Pâques », est une pâtisserie traditionnelle d’Alsace en forme d’agneau pascal qui est offerte au matin du jour de Pâques.

## Tradition
Cette tradition typiquement alsacienne du Lammele est attestée dans une correspondance du théologien catholique Thomas Murner, en 1519 : le fiancé offrait un agneau pascal à sa fiancée. On l’offrait aussi aux enfants au retour de la messe du jour de Pâques. Après le temps du Carême, ce biscuit, riche en œufs, dont la consommation était proscrite, permettait d’écouler le stock accumulé avant Pâques. L’agneau, saupoudré de sucre glace, était décoré d’un étendard en papier de soie aux couleurs du Vatican (jaune et blanc) ou de l’Alsace (rouge et blanc).
Le Lammele est traditionnellement cuit dans un moule en terre cuite vernissée, encore fabriqué par les potiers de Soufflenheim, qui conserve longtemps un délicat parfum de gâteau après sa cuisson.
Une collection de ces moules à gâteaux est présentée au musée du pain d'épices et de l'art populaire alsacien à Gertwiller.
On peut trouver des gâteaux des anges en forme d’agneau aussi en Tchéquie et, comme en Alsace, ces jolis gâteaux portent un petit col rouge avec une boucle.
Ils sont confectionnés pour Pâques à la maison ou ce sont des boulangeries et pâtisseries qui les fabriquent traditionnellement.
Cette coutume, assez étonnamment, n’a pas été interrompue même durant les années du communisme où toute manifestation religieuse était strictement interdite.
Cette coutume existe aussi en Pologne où ce biscuit se prénomme baranek wielkanocny, ainsi qu'en Allemagne et en Autriche où il s'appelle Osterlamm, agneau de Pâques auquel le nom alsacien se rapporte.